# Alexander Maes
Alexander Maes (Waregem, 20 de junio de 1993) es un ciclista belga. Debutó como profesional en 2014 al ser stagiaire del conjunto Wanty-Groupe Gobert.

## Palmarés
2014
- 1 etapa del Tríptico de las Ardenas